# Prix Stresa
Ne doit pas être confondu avec Prix Strega.
Le prix Stresa de la fiction (en italien, Premio Stresa di narrativa) est un prix littéraire de littérature italienne consacré aux œuvres de fiction, fondé en 1976 par un groupe d'intellectuels, parmi lesquels Mario Bonfantini, Mario Soldati et Piero Chiara. 

## Historique
Dans les premières années firent partie du jury des écrivains et des intellectuels comme Carlo Bo, Giovanni Spadolini, Giorgio Bàrberi Squarotti, Primo Levi.
Le prix n'a pas été décerné entre 1985 et 1994. Il a été relancé en 1995 par l'Association touristique Pro Loco de la ville piémontaise de Stresa qui en assume toujours l'organisation. Il est réservé à des œuvres en langue italienne, publiées en Italie ou en Suisse.
La sélection est effectuée par un jury de critiques qui choisissent cinq livres soumis, pour le vote final, à un jury de trente lecteurs.

## Liste des lauréats
Les récipiendaires du prix Stresa sont :
- 1976 : Gianfranco Lazzaro – Il cielo colore delle colline – La Provincia Azzurra
- 1977 : Eugenio Travaini – Il vento in testa – Rizzoli
- 1978 : Marise Ferro – La sconosciuta – Rizzoli
- 1979 : Gianfranco Lazzaro – Racconti d'infanzia – La Provincia Azzurra
- 1980 : Carlo Della Corte – Grida dal Palazzo d'Inverno – Mondadori
- 1981 : Virginia Galante Garrone pour Se mai torni (Garzanti)
- 1982 : Marcello Venturi pour Sconfitti sul campo (Rizzoli)
- 1983 : Davide Lajolo pour Il merlo di campagna e il merlo di città (Rizzoli)
- 1984 : Giorgio De Simone pour L'armonista (Rizzoli)
  - Suspendu de 1985 à 1994
- 1995 : Duilio Pallottelli pour Voglia di famiglia (Rusconi)
- 1996 : Enrico Fovanna (it) pour Il pesce elettrico (Baldini & Castoldi)
- 1997 : Dante Maffia pour Il romanzo di Tommaso Campanella (Spirali)
- 1998 : Guido Conti pour Il coccodrillo sull'altare (Guanda)
- 1999 : Maurizio Maggiani pour La regina disadorna (Feltrinelli)
- 2000 : Alberto Bevilacqua pour La polvere sull'Erba (Einaudi)
- 2001 : Roberto Pazzi pour Conclave (Frassinelli)
- 2002 : Diego Marani pour L'ultimo dei Vostiachi (Bompiani)
- 2003 : Simonetta Agnello Hornby pour La mennulara (Feltrinelli)
- 2004 : Antonia Arslan pour La masseria delle allodole (Rizzoli)
- 2005 : Maurizio Cucchi pour Il male è nelle cose (Mondadori)
- 2006 : Marco Santagata pour L'amore in sè (Guanda)
- 2007 : Paolo Rumiz pour La leggenda dei monti naviganti (Feltrinelli)
- 2008 : Andrea Fazioli pour L'uomo senza casa (Guanda)
- 2009 : Giuseppe Conte pour L'adultera (Longanesi)
- 2010 : Francesco Carofiglio pour Ritorno nella valle degli angeli (Marsilio)
- 2011 : Bruno Arpaia pour L'energia del vuoto (Guanda)
- 2012 : Francesca Melandri pour Più alto del mare (Plus haut que la mer) (Rizzoli)
- 2013 : Lidia Ravera pour Piangi pure (Bompiani)
- 2014 : Valentina D'Urbano pour Acquanera (Longanesi)
- 2015 : Lorenzo Marone pour La tentazione di essere felici (Longanesi)
- 2016 : Carmine Abate pour La felicità dell'attes (Mondadori)
- 2017 : Domenico Dara (it) pour Appunti di meccanica celeste (Nutrimenti)
- 2018 : Carolina Orlandi pour Se tu potessi vedermi (Mondadori)
- 2019 : Elena Loewenthal (it) pour Nessuno ritorna a Baghdad (Bompiani)
- 2020 : Melania Mazzucco pour [L'Architettrice  (Einaudi)
- 2021 : Giosuè Calaciura pour Io sono Gesù (Sellerio)
- 2022 : Fabio Stassi (it) pour Mastro Geppetto (Sellerio)